# 大洋洲站
大洋洲站位于江西省吉安市新干县大洋洲镇，是京九铁路的一座火车站，等级为四等站，距北京西站1569公里，距常平站746公里，本站及相邻上下行区间均为电气化区段。车站建于1996年，只办理货运，不办理客运业务。